# 圖曼區
圖曼區（西班牙語：Distrito de Tumán），是秘魯的一個區，位於該國西北部蘭巴耶克大區的奇克拉約省，始建於1998年1月29日，面積130.34平方公里，海拔高度99米，2005年人口28,918，人口密度每平方公里220人。